# Zaletta lacustris
Zaletta lacustris är en insektsart som beskrevs av Evans 1942. Zaletta lacustris ingår i släktet Zaletta och familjen dvärgstritar. Inga underarter finns listade i Catalogue of Life.